# Binodoxys joshimathensis
Binodoxys joshimathensis är en stekelart som först beskrevs av Das och Chakrabarti 1989.  Binodoxys joshimathensis ingår i släktet Binodoxys och familjen bracksteklar. Inga underarter finns listade.